# Gaspare Stanislao Ferrari
Gaspare Stanislao Ferrari (Bologna, 28. listopada 1834. – Pariz, 20. lipnja 1903.), talijanski matematičar, astronom i isusovac.
U dobi od 18 godina pridružio se Isusovcima. U 1865. godini, je počeo raditi u Papinskom sveučilištu Gregoriana u Rimu, gdje je se bavio s NGC objektima.

## Vanjske poveznice
- Životopis (engl.)
- Objave G. Ferraria u Astrophysics Data Systemu (engl.)